# Manuel Ferrer Muñoz
Manuel Ferrer Muñoz, S. J. (Padul, Granada, 4 de diciembre de 1920 - Málaga, 30 de mayo de 2009), comúnmente conocido como el Padre Ferrer, fue un sacerdote jesuita, montañero y naturalista español.

## Biografía
Estudió el bachillerato en el Instituto Padre Suárez y posteriormente en el Seminario Diocesano San Cecilio de Granada (1935-1939). Ingresó en la Compañía de Jesús en El Puerto de Santa María (Cádiz) el 7 de septiembre de 1939, donde realizó el noviciado y juniorado.
Continuó su formación estudiando Magisterio en San Estanislao de Kostka, Málaga (1945-1947), Filosofía en Chamartín de la Rosa, Madrid (1947-1949) y Teología en la Facultad de Cartuja, Granada. 
Fue ordenado sacerdote en Granada, el 15 de julio de 1952, por el obispo de la Diócesis de Orihuela, José García Goldáraz. Se dedicó a la formación de seminaristas en el Seminario Mayor de Granada y posteriormente fue director de la congregación de San Estanislao en la Residencia de Málaga (1953-1954); seguidamente marchó a la Tercera Probación en Salamanca (1954-1955). Acabada su formación sacerdotal, fue destinado a Almería como director de las congregaciones de San Luis y San Estanislao, allí pronunció sus últimos votos el día 2 de febrero de 1956.
Ese mismo año regresó a Granada, a la Residencia del Sagrado Corazón, como Director de la Congregación Mariana de San Estanislao, donde permanecería hasta 1974. En este periodo, fundó el Club Montañero El-Sadday y compatibilizó las capellanías de varios colegios (Maristas, San Carlos, Agustinos y San Isidoro) e institutos (Padre Manjón y Padre Suárez) con su trabajo en el Centro Intercolegial (creado por él en 1965) y con la fundación de la revista Diálogo Familia-Colegio o simplemente Diálogo, a través de la cual pretendió unificar los criterios de padres, colegio y, también, congregación en relación con la educación integral de niños y jóvenes. Fruto de su intensa y continuada actividad montañera comenzó su labor de divulgación de la Cordillera Penibética en general y de Sierra Nevada en particular, a lo que contribuyó la cesión que le realizó, por renta simbólica, el Ministerio de Obras Públicas de una vieja casa -que él se encargó de restaurar- perteneciente al apeadero del antiguo Tranvía de Sierra Nevada situado en el paraje de El Charcón. En esta casa se dedicó al apostolado con la juventud mediante charlas, retiros y ejercicios espirituales, lo que combinaba con su pasión montañera y científica. Llegaron a alcanzar fama las misas que celebraba en las cimas del Mulhacén –la cumbre más alta de la península ibérica-, el Veleta o el Cerro de Los Machos, en honor de la Virgen de las Nieves.
Fue nuevamente destinado a Almería en 1974, donde su relación con el obispo Manuel Casares Hervás, titular de la Diócesis de Almería, al que ya conocía por haber sido compañeros de claustro en el Instituto Padre Suárez de Granada, fue especialmente buena y fecunda. Allí creó la Parroquia de San Ignacio, en la barriada de Piedras Redondas y también fue titular de la Parroquia de Ntra. Sra. de Araceli y ecónomo de la del Buen Pastor, en el barrio de Los Almendros, ambos de los más deprimidos de la ciudad.
En 1983 regresó a Granada, donde transcurrió el resto de su vida, primero en el Colegio Mayor Loyola (1983-1984); después, como párroco, en los pueblos de Peñuelas, Fuensanta y Castillo de Tajarja (1984-1986), y desde 1985 asimismo en la Residencia del Sagrado Corazón de la capital, al tiempo que también fue párroco de la localidad de El Chaparral y atendía a Calicasas y al núcleo del Parque del Cubillas (1987-1992). Posteriormente fue colaborador en la parroquia de Padul, de 1992 a 1998, y arcipreste del Valle de Lecrín (1996-1998). Desde 1998 se encargó de la parroquia de Monteluz (Peligros), colaborando también en otras parroquias y en el templo del Sagrado Corazón de la capital.
Se apartó de las tareas pastorales en 2008, dada su avanzada edad y algunos problemas de salud, la cual se vio definitivamente afectada en 2009 al caer por una escalera de la Residencia Sacerdotal del Sagrado Corazón, de Granada, donde residía y donde tenía su estudio, que se hallaba en el último piso, en cuyo espacio destacaba una gran mesa de transparencias que él mismo diseñó y en la que trabajaba con las fotografías que obtenía con su voluminosa cámara de formato panorámico, realizando los dibujos a plumilla con que ilustraba sus publicaciones. Para reponerse, fue trasladado a la enfermería de los jesuitas en el colegio de El Palo, de Málaga, aunque a mediados de mayo regresó a Granada para estar presente en el último homenaje que se le rindió en vida, ofrecido por la UNESCO. Pero la fractura de tres vértebras y encharcamiento de los pulmones, resultado de la caída, le ocasionaron su fallecimiento en la clínica malagueña El Ángel. Su entierro tuvo lugar el 31 de mayo de 2009, domingo de Pentecostés, en el cementerio de Málaga.

## Reconocimientos
Entre los reconocimientos públicos que el padre Ferrer obtuvo están su nombramiento como hijo predilecto de su villa natal, Padul; que el Ayuntamiento de Granada concediese el nombre “Padre Ferrer” a una calle sita en la Urbanización de El Serrallo, precisamente en las estribaciones de Sierra Nevada; el otorgamiento por la Universidad de Granada en 1995 de la distinción “Estrella de las nieves”, «por sus méritos a favor de esta Universidad, y su labor a favor del desarrollo y difusión cultural, deportiva y científica de Sierra Nevada»; y que el Centro UNESCO de Andalucía, pocos días antes de su fallecimiento, le entregara la Medalla de Honor de la institución, por su trayectoria y sus trabajos realizados con los distintos departamentos de la Universidad de Granada que contribuyeron a la difusión del conocimiento de Sierra Nevada.
Tuvo una frecuente relación, que le dejó profunda huella, con los reyes de Bélgica Balduino I y Fabiola de Mora y Aragón, a los que mostró los secretos de Sierra Nevada en diversos paseos por la montaña. También tuvo amistad con el catedrático y político Manuel Fraga Iribarne, que solía unirse a las caminatas del “páter” siempre que podía, incluso en sus épocas como ministro del gobierno español.

## Su obra intelectual
‘Sierra Nevada’ (Ediciones Anel, 1971) es el primero y el más conocido de sus libros; constituye el primer tratado de carácter multidisciplinar elaborado sobre este macizo montañoso, que alcanzó gran difusión y reconocimiento entre el gran público. Para lograrlo, a sus habilidades como experto deportista, artista fotográfico, geógrafo de campo, antropólogo e historiador, el padre Ferrer consigue agregar las aportaciones de eminentes geólogos, geógrafos, botánicos, biólogos…, a lo que suma la formación de una detallada cartografía a escala 1/25.000 y un total de 62 fotografías aéreas que abarcan casi toda la Sierra Nevada granadina, a las que pueden superponerse unas hojas transparentes de acetato, en las que el P. Ferrer señala y pone meticulosamente el nombre a riachuelos, montes, barrancos, fuentes, cañadas, valles, veredas…, cuyos nombres logró de su contacto con pastores, lugareños y vecinos de los pueblos, además del meticuloso estudio que realizó de la cartografía y extensa bibliografía preexistentes, y sin olvidar los aspectos climatológicos, turísticos, étnicos, arquitectónicos e históricos que aborda. Este voluminoso libro, del que se publicaron hasta tres ediciones en los primeros años de la década de los 70 del siglo XX, fue declarado de Interés Nacional por el Ministerio de Turismo y alcanzó, con el tiempo, enorme cotización entre los coleccionistas, siendo finalmente reeditado, en facsímil, en el año 2008, bajo el impulso del diario Ideal y de la Junta de Andalucía. Sin duda, aún hoy, es un libro de referencia, imprescindible en cualquier biblioteca especializada en Sierra Nevada e incluso que genéricamente verse sobre Granada.
Posteriormente, de nuevo moviliza a profesores e investigadores de la Universidad de Granada y publica otra obra monumental, en cinco tomos, ‘Sierra Nevada y la Alpujarra’ (1985 y 1986), incluyendo por vez primera el Mapa Geológico de Sierra Nevada.
Colabora también en 1985 en el libro ‘Granada más allá de las nieves’.
En 1991, con Francisco Mora Teruel, publica ‘Minerales de Granada. Sierra Nevada’ y, en 1993, colabora en ‘Nuevos paseos por Granada y sus contornos’ además de con Manuel Titos Martínez en su obra Mulhacén, para la que le aportó numerosas fotografías. Este año, además, la entidad EMASAGRA le edita ‘Aguas de Sierra Nevada’.
En 1994 realizó el estudio preliminar ‘Johannes Justus Rein: un geógrafo alemán en Sierra Nevada’, para el nº 12 de la colección 'Sierra Nevada y la Alpujarra', patrocinada por la Caja General de Ahorros de Granada, cuyo número correspondía a la reedición de la obra del citado autor denominada ‘Beiträge zur Kenntnis der Spanischen Sierra Nevada’ (Aportación al Estudio de Sierra Nevada), editada en Viena en 1899.
A partir de 1995 van apareciendo sus ‘Libros de Apeo’ de diferentes municipios de la provincia granadina: Calicasas, Padul, Güéjar Sierra, Nigüelas, Lanjarón y Albuñuelas.
En 1996 intervino en la I Conferencia Internacional sobre Sierra Nevada: Conservación y Desarrollo Sostenible. Y en 1998 colaboró en el proyecto ‘Investigaciones de la Geomorfología Española’, de la Universidad de Barcelona. También cooperó con un grupo de científicos suizos que localizaron una bacteria que impide el rechazo en el trasplante de órganos –actualmente en fase de sintetizado farmacológico-, remitiéndoles hasta 74 muestras de tierra a tal fin.
En 2001 publicó ‘Lanjarón’.
Sus últimos libros fueron ‘Güéjar Sierra y su entorno’, ‘El Padul un poco de Historia: Libro de Historia Medieval del Padul’ y, editado en 2003 por CETURSA Sierra Nevada S.A., en colaboración con Eugenio Fernández Durán, ‘Sierra Nevada “lo que nuestros ojos vieron”’, que contiene una interesante colección de dibujos realizados a plumilla por el propio P. Ferrer.